# Estação Morelos
A Estação Morelos é uma das estações do Metrô da Cidade do México, situada na Cidade do México, entre a Estação Canal del Norte, a Estação Candelaria, a Estação San Lázaro e a Estação Tepito. Administrada pelo Sistema de Transporte Colectivo, faz parte da Linha 4 e da Linha B.
Foi inaugurada em 29 de agosto de 1981. Localiza-se no cruzamento da Avenida Congreso de la Unión com o Eixo 1 Norte. Atende o bairro Morelos, situado na demarcação territorial de Venustiano Carranza. A estação registrou um movimento de 4.249.475 passageiros em 2016.